# 하시시
하시시(아랍어: حشيش, 영어: hashish, 한국어: 대마수지)는

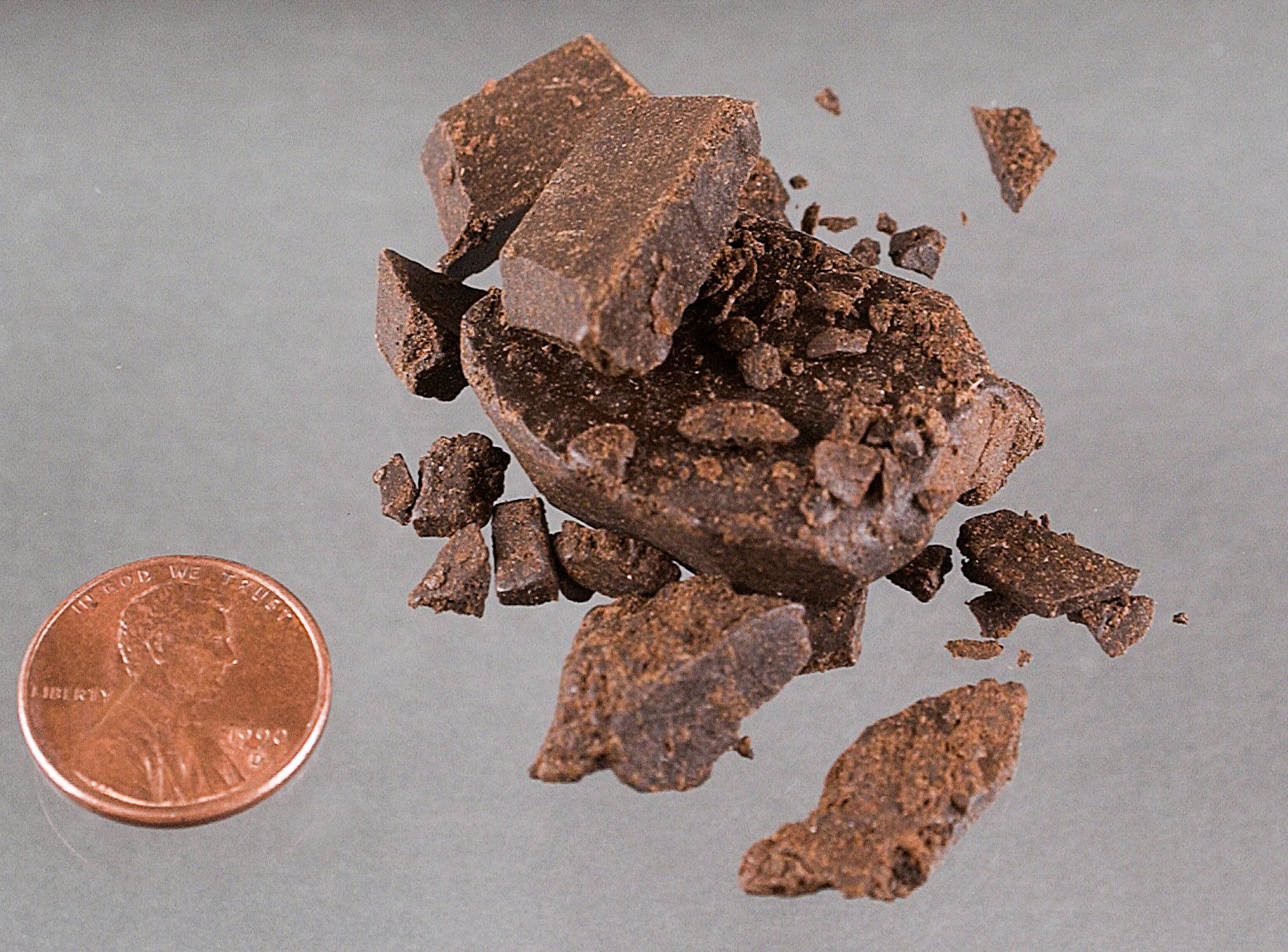
미국 페니 옆에 보이는 하시시

대마 식물의 나뭇진으로 만든 약재이자, 대마의 모상체 덩어리를 함유한 효능이 뛰어난 약재이다. 이것은 마리화나같은 향정신성 의약품이다. 단단한 페이스트 형태이며, 열을 가하면 부드러워진다. 색깔은 녹색, 노란색, 검은색, 불그스름한 갈색, 진한 갈색 등 다양하다. 물담배, 마리화나용 물 파이프, 버블러, 기체, 핫 나이프 등을 사용하거나 혹은 담배나 마리화나잎이나 다른 약초와 섞어서 담배처럼 피우기도 한다. 음식에 넣어 먹기도 한다.

## 역사
하시시는 수세기에 걸쳐 소비되어 왔으나 최초 출현에 관한 증거는 분명치 않다. 하시시의 원산지는 힌두 쿠시 산맥으로 알려져 있으나 향정신성의약품 하시시는 마리화나의 발생지인 중동에서 처음 만들어졌다.

## 같이 보기
- 아사신
- 삼 (식물)
- 대마초